# Sidi Slimane (El Bayadh)
Sidi Slimane (în arabă سيدي سليمان) este o comună din provincia El Bayadh, Algeria.
Populația comunei este de 1.806 locuitori (2008).